# Rosneft
NV Rosneft (Russisch: ОАО «НК «Роснефть») is een Russische staatsoliemaatschappij met haar hoofdkantoor in Moskou. De naam is een porte-manteauwoord van het Russische "Rossiyskaya neft", wat "Russische olie" betekent.

## Activiteiten
Rosneft is de grootste Russische oliemaatschappij. In 2020 produceerde het ruim 220 miljoen ton olie en gascondensaat ofwel zo'n 40% van de binnenlandse productie. Verder haalde het 68 miljard m³ aardgas omhoog. Het heeft onder andere aardolie- en aardgasexploratieactiviteiten en productiefaciliteiten op Sachalin, in Siberië, in de olieregio Timan-Petsjora (Oostelijk Nenetsië; ten westen van de Arctische Oeral) en in zuidelijk Rusland (inclusief Tsjetsjenië). West-Siberië is veruit het belangrijkste productiegebied.
In 2020 had Rosneft 13 grote olieraffinaderijen, waaronder die van Toeapse, met een capaciteit van 12 miljoen ton op jaarbasis, die is bestemd voor de raffinage van hogedrukolie uit West-Siberië. De andere in Komsomolsk aan de Amoer is de oostelijkste olieraffinaderij van Rusland. In 2020 verwerkten ze in totaal 104 miljoen ton olie, waarvan 93 miljoen ton in Rusland of 34% van het totaal in de nationale markt. Buiten Rusland heeft het aandelenbelangen van 24% tot 54% in drie raffinaderijen in Duitsland, samen 12% van de totale Duitse raffinagecapaciteit, een belang van 21% in de Mozyr raffinaderij in Wit-Rusland en tot slot een belang van 49% in de op een na grootse raffinaderij in India met een capaciteit van 20 miljoen ton op jaarbasis. Rosneft bezit ook vervoersbedrijven, pijpleidingbedrijven en marketingbedrijven. De ruwe olie-export bedroeg 115 miljoen ton in 2020, waarvan 35% met bestemming Volksrepubliek China. Zo'n 55% werd ten oosten van Rusland afgezet, 40% ten westen van Rusland, voornamelijk Europa, en zo'n 5% was bestemd voor landen behorende tot het Gemenebest van Onafhankelijke Staten.
In 2009 werd via de olieexportterminal in Kozmino aan de oostkust van Rusland de eerste olie verscheept uit het Vankor veld dat via een nieuwe Oostelijke oliepijpleiding werd aangevoerd. Een aftakking van deze pijpleiding naar de Chinese stad Daqing maakt de export van olie naar China vanaf begin 2011 mogelijk. In 2009 tekende Rosneft een contract om China 66 miljoen vaten olie per jaar te leveren in de periode 2011-2030 in ruil voor een lening van US$ 15 miljard met een looptijd van 20 jaar.
Op 30 december 2020 kocht het internationale handelshuis Trafigura een belang van 10% in het nog te ontwikkelen olieveld Vostok. Het is een zeer grote ontdekking op Tajmyr. Als het veld vol in bedrijf is, kan het tussen de 50 en 100 miljoen olie per jaar produceren. De totale investering, inclusief havens, transportlijnen etc., zullen zo'n RUB 10.000 miljard bedragen.
Sinds 2004 is Igor Setsjin de directeur van het bedrijf, tevens vicepresident van Rusland.

### Resultaten
De reserves van Rosneft zijn berekend volgens de Russische methode (PRMS). Deze wijkt af van hetgeen internationaal gebruikelijk is. In Rusland worden alleen de geologische karakteristieken van de olie- en gasvoorkomens in beschouwing genomen terwijl men internationaal ook economische elementen meeneemt. Aardolie en aardgas dat alleen met verlies kan worden geproduceerd, wordt niet tot de reserves gerekend. In 2020 waren de olie-en gasreserves volgens Russische maatstaven 3891 miljoen ton olie-equivalent en volgens internationale maatstaven 3489 miljoen ton ofwel 10% lager. Op basis van de Russische berekeningen heeft Rosneft voldoende reserves om de huidige productie nog 23 jaar te continueren.
In de figuur hieronder staan de belangrijkste financiële resultaten. Rosneft was in deze periode altijd zeer winstgevend. Opvallend is de verviervoudiging van de omvang in 2005 door de overname van de Yukos activiteiten. De fluctuaties in de omzet zijn vooral het gevolg van veranderingen in de olieprijs. In 2009 was de scherpe daling van de omzet en nettowinst vooral het gevolg van daling met 35% van de internationale olieprijs. In 2010 lagen de gemiddelde olieprijzen ongeveer 25% hoger dan het jaar ervoor en de olieproductie was gestegen met 6%. Beide factoren verklaren in grote mate de schommelingen in omzet en nettowinst over de jaren. Vanaf 12 maart 2013 wordt de bijdrage van TNK-BP in de cijfers opgenomen. Dit was een majeure acquisitie en de olieproductie steeg met 70% in 2013 versus 2012 en de gasproductie zelfs met 160%.
| Jaar | Omzet     | Bedrijfsresultaat | Nettoresultaat |
| ---- | --------- | ----------------- | -------------- |
| 2003 | $ 3.641   | $ 664             | $ 399          |
| 2004 | $ 5.275   | $ 1.206           | $ 837          |
| 2005 | $ 23.951  | $ 5.523           | $ 4.159        |
| 2006 | $ 33.099  | $ 5.604           | $ 3.533        |
| 2007 | $ 49.216  | $ 10.721          | $ 12.862       |
| 2008 | $ 68.991  | $ 13.005          | $ 11.080       |
| 2009 | $ 46.826  | $ 9.128           | $ 6.532        |
| 2010 | $ 63.047  | $ 13.499          | $ 10.672       |
| 2011 | $ 84.438  | $ 14.031          | $ 9.969        |
| 2012 | $ 100.433 | $ 13.495          | $ 11.956       |
| 2013 | $ 142.384 | $ 16.878          | $ 16.878       |
| 2014 | $ 94.156  | $ 10.124          | $ 5.975        |
| 2015 | RUB 5150  | RUB 708           | RUB 356        |
| 2016 | RUB 4988  | RUB 662           | RUB 201        |
| 2017 | RUB 6014  | RUB 624           | RUB 297        |
| 2018 | RUB 8238  | RUB 1284          | RUB 649        |
| 2019 | RUB 8676  | RUB 1305          | RUB 805        |
| 2020 | RUB 5757  |                   | RUB 147        |
| 2021 | RUB 8761  |                   | RUB 883        |
| 2022 |           |                   | RUB 813        |
| 2023 | RUB 9163  |                   | RUB 1267       |

### Aandeelhouders
Het bedrijf is voor 50,1% eigendom van het staatsbedrijf ROSNEFTEGAZ (december 2016), BP heeft een belang van 19,5% en ook een combinatie van Glencore en Qatar heeft een even groot belang. Een zeer klein deel staat ter beurze genoteerd.
Begin december 2016 maakte het staatsinvesteringsfonds van Qatar en grondstoffenbedrijf Glencore bekend een aandelenbelang van 19,5% in Rosneft te kopen voor 10,2 miljard euro. Door de lage olieprijzen is de Russische staat gedwongen bedrijven te verkopen om de overheidsfinanciën te verbeteren en buitenlandse valuta op te halen. De transactie zal op korte termijn worden afgerond. Na de verkoop houdt ROSNEFTEGAZ nog 50% van de aandelen plus een aandeel. De transactie werd op 31 december 2016 afgerond.

## Geschiedenis
Rosneft werd in 1993 opgericht door de Russische overheid. Na het uiteenvallen van de Sovjet-Unie was een belangrijk privatiseringsproces gestart. Veel staatsbelangen in de energiesector werden afgestoten, maar de resterende onderdelen werden ondergebracht in Rosneft. In de periode tot 2000 leidde het bedrijf een weinig enerverend bestaan; de olieproductie schommelde tussen de 10-15 miljoen ton op jaarbasis. In de vier daaropvolgende jaren werden de activiteiten uitgebreid en werd het ook internationaal actief in Algerije en in de Kaspische Zee bij Kazachstan. In 2004 was de olieproductie gestegen tot iets meer dan 20 miljoen ton of zo'n 400.000 vaten per dag.

### Overname van Yukos-bezittingen
In 2004 besloot het bedrijf te fuseren met Gazprom. Gazprom kwam hier echter in mei 2005 van terug, nadat Rosneft's directeur Sergej Bogdantsjikov had aangegeven geen ondergeschikte rol te willen spelen in een dergelijk geïntegreerd bedrijf onder leiding van Gazprom's CEO Aleksej Miller.
Op 22 december 2004 kocht het de Baikalfinansgroep, die kort daarvoor Yukos' Joegansneftegas had gekocht voor US$ 9,4 miljard op de door de overheid ingestelde veiling. Deze overname leidde tot een forse stijging van de reserves, productie, omzet en winst van Rosneft in 2005. In 2005 was ongeveer driekwart van de productie van Rosneft afkomstig uit velden van het voormalige Yukos. Tot 2007 werden nog een aantal delen van Yukos opgekocht op gedwongen veilingen, waardoor Rosneft nu alle meest winstgevende onderdelen van Yukos bezit; Joeganskneftegaz, Tomskneft en Samaraneftegaz en daarmee in feite het bedrijf heeft overgenomen.
Rosneft was begin 2006 eigenaar van de volgende NV's:
- Joeganskneftegaz (Юганскнефтегаз) - in West-Siberië, eerder het belangrijkste onderdeel van Yukos
- Rosneft-Poerneftegaz (Роснефть-Пурнефтегаз) - in West-Siberië
- Rosneft-Sachalinmorneftegaz (Роснефть-Сахалинморнефтегаз) - in het Russische Verre Oosten

De oud eigenaren van Yukos waren het oneens met de overname en stapten naar de rechter. Op 28 juli 2014 oordeelde het Permanent Hof van Arbitrage (PCA) in Den Haag dat Rusland US$ 50 miljard aan de aandeelhouders van Yukos moet terugebetalen. Het hof achtte kwade opzet bewezen. Het doel van de Russische rechtbanken was om Yukos failliet te laten gaan om daarmee de bezittingen van Yukos in handen te krijgen en politieke rivaal Michail Chodorkovski op te sluiten. Rosneft vroeg direct na de veroordeling voor een bijna gelijk bedrag steun aan bij de Russische overheid.
Na een beroep van Rosneft oordeelde de rechtbank in Den Haag in april 2016 dat Rusland geen schadevergoeding hoeft te betalen aan de voormalige aandeelhouders van Yukos. Het Permanent Hof van Arbitrage was volgens de rechtbank niet bevoegd om een uitspraak in de zaak te doen. Rusland heeft het Verdrag inzake het Energiehandvest, op basis waarvan de zaak bij het PCA werd gevoerd, wel ondertekend, maar het Russische parlement heeft het niet geratificeerd. De teleurgestelde oud aandeelhouders van Yukos gaan weer in beroep tegen deze uitspraak.

### Beursgang in 2006

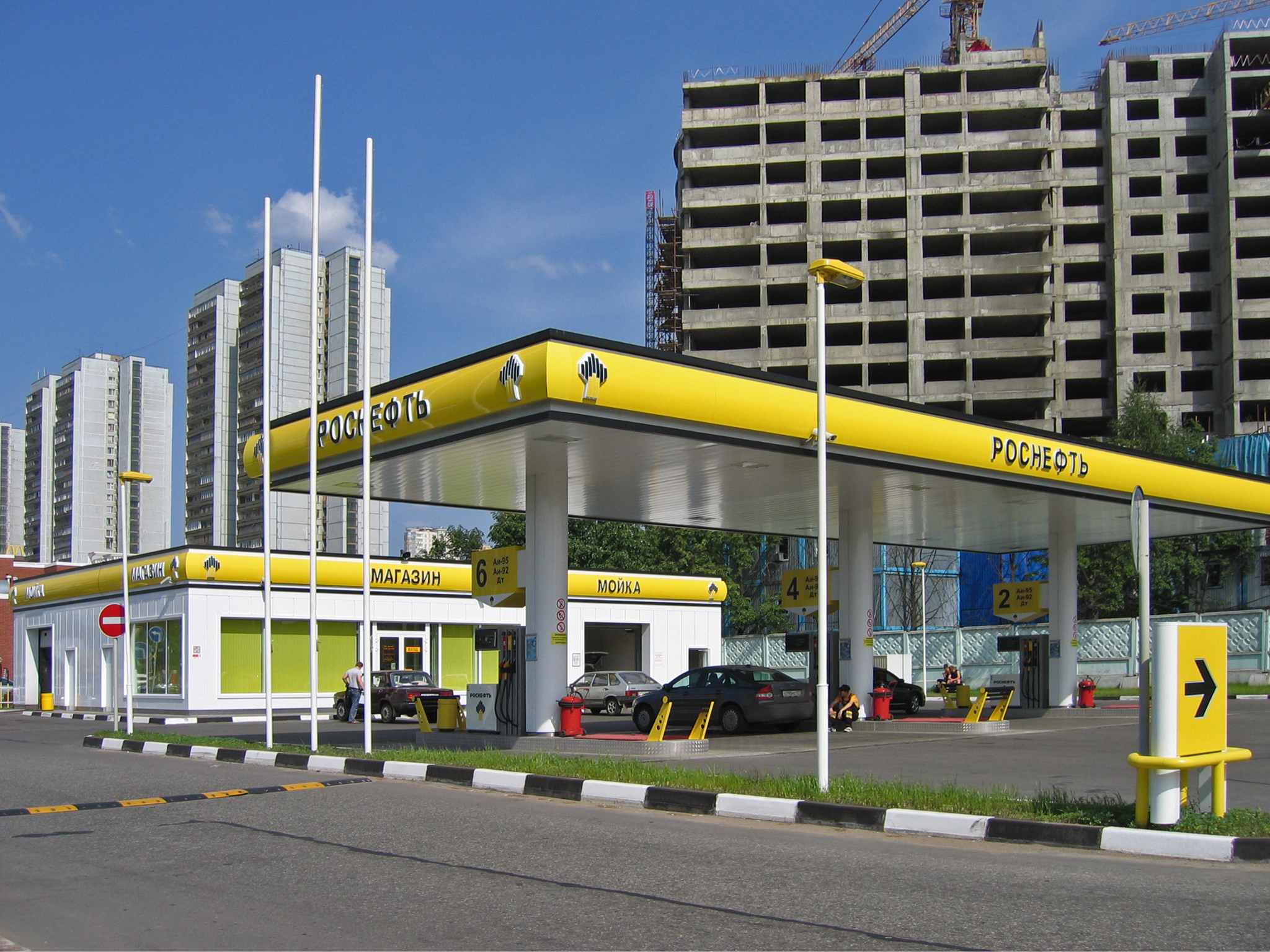
Tankstation van Rosneft in Rusland

Op 14 juli 2006 heeft Rosneft een beursnotering verkregen. Ongeveer 15% van de aandelen werden geplaatst op de RTS en de London Stock Exchange (LSE). De aandelen werden verkocht tegen een koers van US$ 7,55 en de totale opbrengst was US$ 10,7 miljard. De totale waarde van Rosneft werd op dat moment berekend op US$ 79,8 miljard. Drie grote internationale oliemaatschappijen, British Petroleum (BP), Petronas en de Chinese CNPC, participeerden in de plaatsing en kochten voor US$ 2,6 miljard dollar aan aandelen. Kritiek op de plaatsing kwam, onder andere, van belegger George Soros, die andere beleggers opriep de emissie te boycotten op ethische gronden. De Britse toezichthouder, de Financial Services Authority, keurde de beursgang goed ondanks protest van oliemaatschappij Yukos, die van mening was dat de Rosneft deels gestolen goederen, van Yukos, verkocht.

### Strategische transactie voor ontwikkeling Karazee
In januari 2011 kondigden BP en Rosneft een verdere intensifering van de samenwerking aan. In 2006 had BP al een klein aandelenbelang van 1,3% en zal een extra belang van 9,5% kopen in Rosneft. Het totale belang komt daarmee op 10,8% en Rosneft neemt een belang van 5% in BP. Dit financiële kruisverband is het directe gevolg van de afspraak om samen naar olie en gas te gaan zoeken in de Karazee. In 2010 verkreeg Rosneft drie licenties, bekend onder de namen East-Prinovozemelsky 1, 2 en 3, om in een gebied van 125.000 km² te mogen boren. BP heeft veel kennis om in moeilijke en winterse omstandigheden te werken, dankzij de ervaring met de Trans-Alaska pijpleiding in Alaska. Als de zoektocht succesvol verloopt, zal de productie van olie en/of gas omstreeks 2020 beginnen. Direct nadat BP de overeenkomst bekendmaakte, kwam er hevig verzet van de Russische aandeelhouders in  de joint venture TNK-BP. Zij waren van mening dat BP in Rusland alleen actief mag zijn via TNK-BP en dat zij niet door BP vooraf waren geïnformeerd. BP heeft nog gepoogd tot een vergelijk te komen en ook de mede-aandeelhouders in TNK-BP uit te kopen, maar dit was niet succesvol. Medio mei 2011 werd het contract ontbonden en Rosneft is nu op zoek naar andere partners, Shell wordt genoemd, om in het poolgebied naar olie en gas te gaan zoeken.
Op 30 augustus 2011 bereikten Rosneft en ExxonMobil overeenstemming over de gezamenlijke ontwikkeling van de olievoorkomens in de Karazee. BP en Shell zijn nu niet langer meer in de race. Afgesproken is dat beide bedrijven US$ 3,2 miljard gaan investeren in de zoektocht naar aardolie in de Karazee, maar ook in de Zwarte Zee. In tegenstelling tot de afspraak met BP, zal Rosneft géén direct aandelenbelang in ExxonMobil krijgen, maar kan wel participeren in - nieuwe - olievelden van ExxonMobil in Noord-Amerika, inclusief de Golf van Mexico, en daarbuiten.

### Overname TNK-BP
Op 22 oktober 2012 werd bekend dat BP haar belang van 50% in TNK-BP aan Rosneft zal verkopen. Het Russische staatsolieconcern betaalt $ 17,1 miljard in contanten en verder een aanzienlijk bedrag in aandelen. Deze aandelen vertegenwoordigen een belang van 12,84% in Rosneft. BP zal verder voor $ 4,8 miljard Rosneft aandelen kopen van de Russische overheid; BP verwacht na afronding van al deze transacties een aandelenbelang van 19,75% in Rosneft te bezitten en wordt daarmee de op een na grootste aandeelhouder. BP zal twee zetels krijgen in de raad van bestuur van Rosneft. Rosneft heeft ook overeenstemming bereikt met de andere joint venture partner in TNK-BP. Zij verkopen hun belang voor $ 28 miljard. Door deze overname krijgt Rosneft bijna de helft van de totale Russische olieproductie in handen met een productie van 4,5 miljoen vaten olie per dag. In 2011 produceerde TNK-BP bijna 2 miljoen vaten olie per dag hetgeen resulteerde in een jaaromzet van US$ 60 miljard en een nettowinst van US$ 9 miljard. In maart 2013 werd de transactie afgerond en Rosneft werd daarmee de grootste beursgenoteerde oliemaatschappij gerekend naar olie- en gasproductie.

### Overname Essar Oil
In oktober 2016 nam Rosneft, in samenwerking met de internationale oliehandelaar Trafigura, het Indiase Essar Oil over. Beide bedrijven nemen elk een belang van 49% en krijgen daarmee 98% van het bedrijf in handen. De Essar Group houdt de laatste 2% van de aandelen. Ze betalen hiervoor US$ 10,9 miljard inclusief de schulden die bij Essar Oil op de balans staan. Hiermee krijgen de twee toegang tot de Indiase markt, inclusief de op een na grootste raffinaderij van het land in Vadinar en 2700 benzinestations. Hiervoor, en nog enkele andere bezittingen, betalen de twee nog eens US$ 2 miljard. De raffinaderij heeft een capaciteit van 400.000 vaten per dag en staat in de westelijke deelstaat Gujarat. Een jaar eerder tekende Rosneft en Essar Oil al een contract voor de levering van 200.000 vaten ruwe olie per dag voor een periode van 10 jaar. De onderhandelingen duurden langer dan verwacht en op 21 augustus 2017 werd de transactie afgerond.

### Koop meerderheidsbelang in Bashneft
In oktober 2016 kocht Rosneft een meerderheidsbelang in de kleinere Russische olieproducent Bashneft. De Russische oliemaatschappij betaalde hiervoor US$ 5,3 miljard (RUR 329,6 miljard). Bashneft is de zesde oliemaatschappij van het land en een van de weinige die een productiegroei realiseerde. Sinds 2010 is de productie van Bashneft met 50% gestegen. Op 12 oktober 2016 werd deze koop afgerond. Op 15 november deed Rosneft een bod op de overige aandelen. Ongeveer 9% van de aandelen werden aangemeld waarmee het belang steeg tot zo'n 69,3% van het stemrecht.
In november 2015 werd de Russische minister van Economie Oeljoekajev opgepakt op verdenking van omkoping. Volgens de Russische opsporingsinstantie IC ontving Oeljoekajev bijna 2 miljoen euro van Rosneft om de koop van het belang in Bashneft goed te keuren. Rosneft ontkent de beschuldigingen en zegt de aandelen van Bashneft te hebben bemachtigd door het beste bod uit te brengen. Oeljoekajev was sinds 2013 minister en daarvoor tien jaar vicepresident van de Russische Centrale Bank. Corruptie komt vaker voor in het land, maar dit is de eerste maal dat een minister daarvoor wordt opgepakt en er wordt dan ook druk gespeculeerd in Rusland over de echte reden van de arrestatie.

### Vertrek uit Venezuela
In maart 2020 heeft Rosneft al zijn activiteiten in Venezuela gestaakt en de belangen in het land verkocht aan een niet nader genoemd Russisch staatsbedrijf. Aanleiding was de Amerikaanse boycot tegen het regime van Nicolas Maduro. Het heeft sancties opgelegd aan twee in Zwitserland gevestigde Rosneft-onderdelen, Rosneft Trading en TNK Trading International die als tussenpersoon optreden voor de olie-export uit Venezuela. Verder verkocht Rosneft belangen in de joint ventures Petromonagas, Petroperija, Boqueron, Petromiranda en Petrovictoria, evenals in olieveldenbedrijven, commerciële en handelsactiviteiten. Rosneft voorkomt hiermee dat het direct getroffen wordt door de Amerikaanse sancties.

### Oekraïne
In februari 2015 meldde Exxon Mobil ongeveer 1 miljard dollar te verliezen als gevolg van de sancties tegen Rusland. Exxon moest immers zijn activiteiten in de Noordelijke IJszee en de Zwarte Zee stopzetten, en zijn schaliegasprojecten met Rosneft in Rusland afbouwen.
Op 27 februari 2022 raakte bekend dat BP haar aandeel van 19,75% in Rosneft van de hand zal doen omwille van de Russische militaire inval in Oekraïne. Verder trok BP per direct zijn twee bestuurders, Bernard Looney en Bob Dudley, in Rosneft terug. In april werd bekend dat Gerhard Schröder  zou aftreden als voorzitter van de Raad van Toezicht.